# 冠輪動物
冠輪動物（かんりんどうぶつ、Lophotrochozoan、学名：Lophotrochozoa）とは、脱皮動物とともに前口動物を二分する動物の分類群で、軟体動物や環形動物、扁形動物などの動物門を含む。本来の定義では螺旋卵割動物（らせんらんかつどうぶつ、Spiralian、学名：Spiralia）より狭い範囲を表すが、しばしば螺旋卵割動物と同義とされる。

## 概要

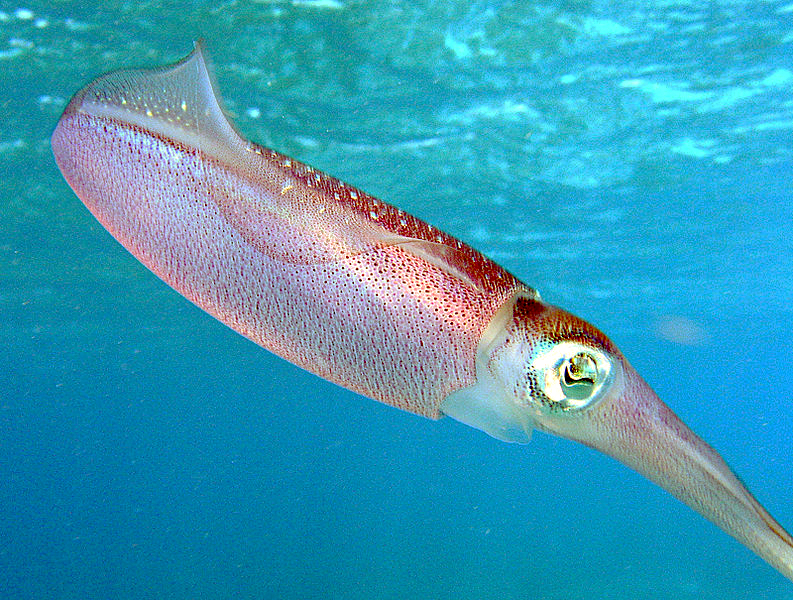
アメリカアオリイカ （軟体動物）
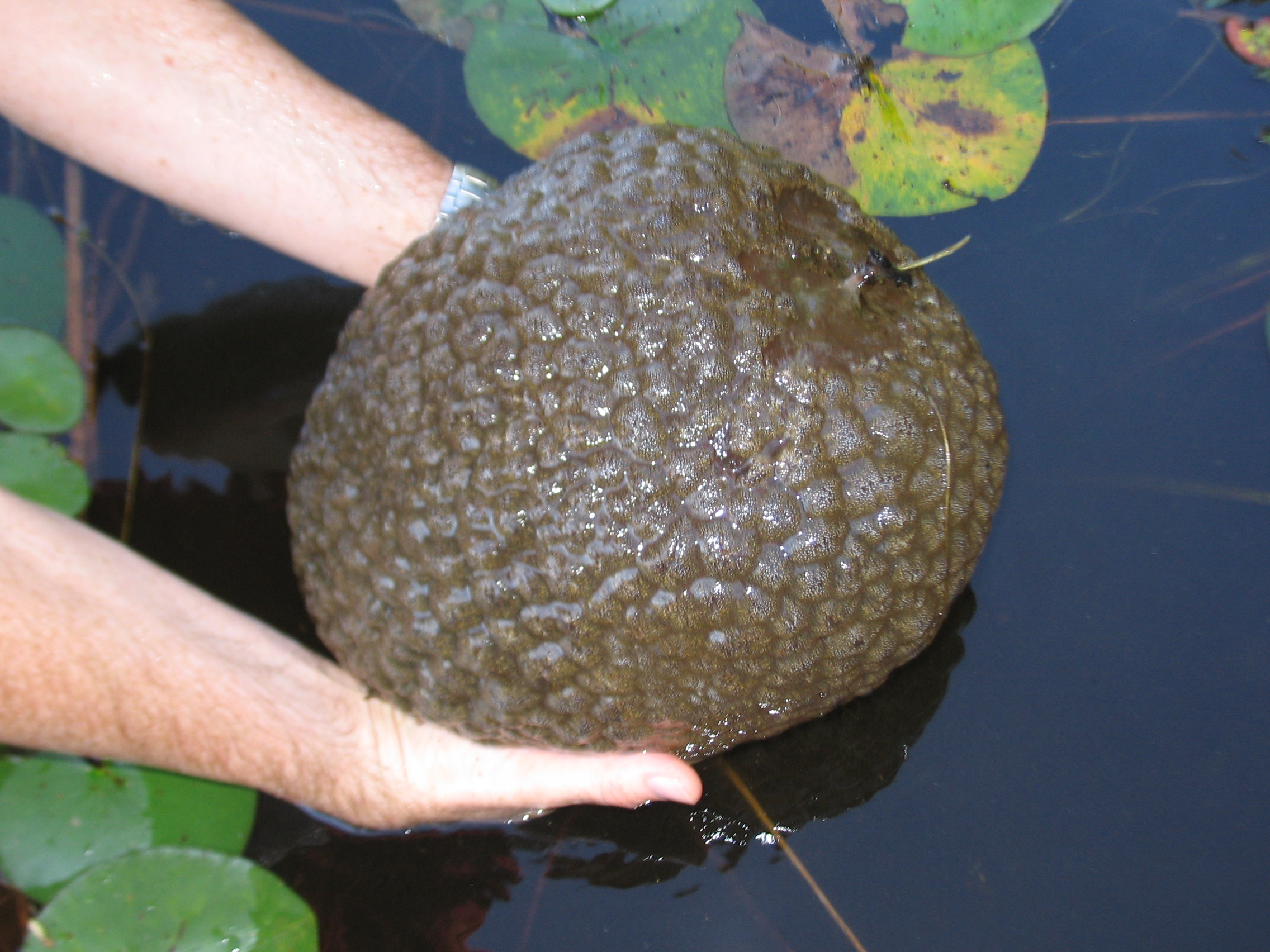
オオマリコケムシ （外肛動物)
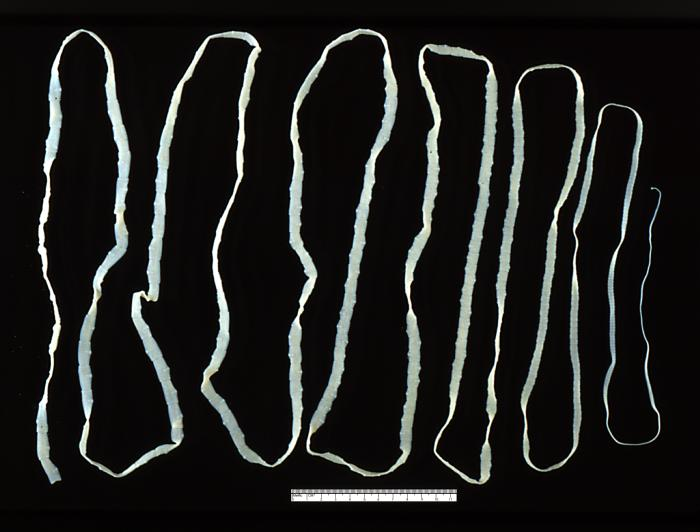
無鉤条虫 （扁形動物）
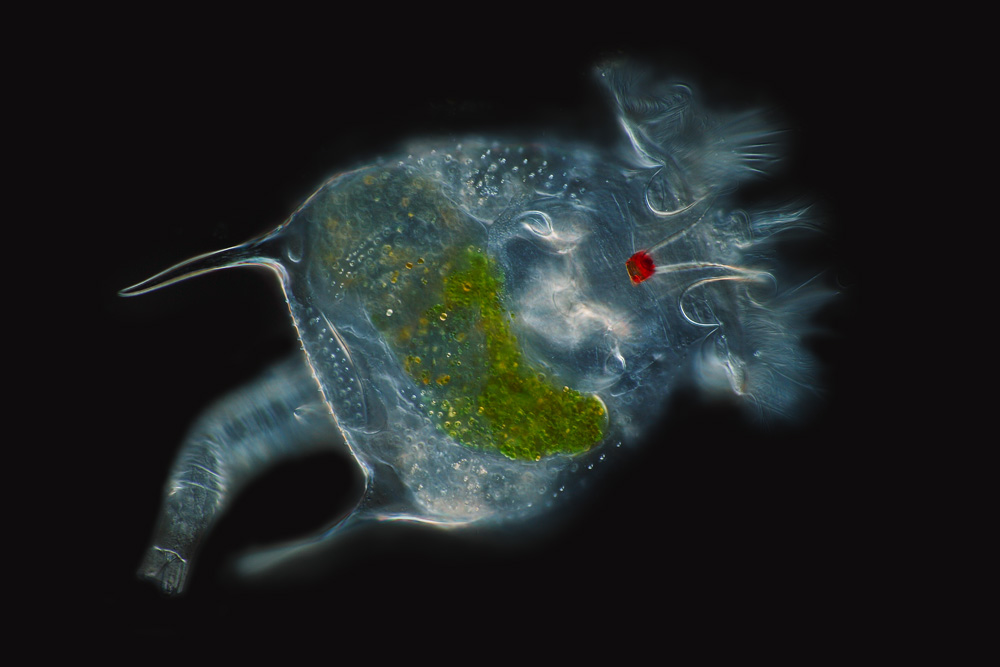
カドツボワムシ （輪形動物）

Halanych et al. (1995)による18SリボソームRNA遺伝子を用いた分子系統解析により提唱された分類群である。この際、本分類群は伝統的な触手冠動物の3門（腕足動物・箒虫動物・外肛動物）・軟体動物・環形動物の最終共通祖先と、その共通祖先の子孫すべてと定義された。この定義に従うと、冠輪動物の範囲は系統解析の結果により左右され、多くの場合は担顎動物（輪形動物や顎口動物など）や吸啜動物（腹毛動物と扁形動物）を含まない。一方で、脱皮動物の姉妹群にあたる、この定義での冠輪動物よりも広い範囲を表す分類群が螺旋卵割動物である。
本来の定義通り、螺旋卵割動物内の狭い範囲を冠輪動物として扱うこともあれば、冠輪動物と螺旋卵割動物を同義として扱うこともあり、この問題はたびたび議論されている。本ページでは、広義の冠輪動物（=螺旋卵割動物）全体について扱う。
広義の冠輪動物に共通した形質は少ないが、多くが螺旋状の卵割を行うことが挙げられる。
広義の冠輪動物に含まれるのは、以下の動物門である。
- 顎口動物門 Gnathostomulida
- 毛顎動物門 Chaetognatha
- 輪形動物門 Rotifera
- 微顎動物門 Micrognathozoa
- 腹毛動物門 Gastrotricha
- 扁形動物門 Platyhelminthes
- 内肛動物門 Entoprocta
- 有輪動物門 Cycliophora
- 二胚動物門 Dicyemida
- 軟体動物門 Mollusca
- 環形動物門 Annelida
- 紐形動物門 Nemertea
- 腕足動物門 Brachiopoda
- 外肛動物門 Ectoprocta
- 箒虫動物門 Phoronida

## 系統関係
広義の冠輪動物は脱皮動物と姉妹群を成し、この2群は前口動物としてまとめられる。この類縁関係は数多くの分子系統解析および形態解析によって支持されている。広義の冠輪動物は担顎動物とPlatytrochozoaの2群から構成される。毛顎動物は過去には所属不明の前口動物とされてきたが、2019年以降の分子系統解析および形態解析の多くでは、担顎動物の一員、もしくはその姉妹群とされている。Platytrochozoa内部では、腹毛動物と扁形動物が姉妹群を成し（=吸啜動物）、最も初期に分岐したという結果が得られることが多いが、これは多系統であるという結果が得られることもある。過去には担顎動物と吸啜動物をまとめた扁平動物という分類群の単系統性が支持されることも多かったが、2014年以降支持されることは少ない。構造が単純なことから、過去には中生動物として分類された二胚動物と直泳動物はどちらもPlatytrochozoaに属すことが示されている。二胚動物は吸啜動物や内肛動物と有輪動物を含むクレードに近縁とされ、直泳動物は環形動物の一部であるとされる。直泳動物が環形動物の一部であることは形態学的特徴によっても支持されている。二胚動物と直泳動物の2門が中生動物と呼ばれるクレードを構成し、吸啜動物に近縁という結果もあるが、長枝誘引の可能性が指摘されている。腕足動物、外肛動物、箒虫動物の3門は近縁とされ、触手冠動物としてまとめられるが、外肛動物が内肛動物や有輪動物に近縁である（=Polyzoa）という結果が得られることもある。しかし、この推定は組成の不均一性によって引き起こされた人工的な物であり、誤りだという指摘もある。